# 栗原典裕
栗原 典裕（くりはら のりひろ、1963年5月24日 - ）は、日本のコミュニケーション教育家、ビジネスコミュニケーション講師、心理学研究家。

## 経歴・人物
埼玉県浦和市生まれ。青山学院大学法学部卒業後、1988年国際証券株式会社（現三菱UFJモルガン・スタンレー証券）入社。その後商社役員等を歴任し、1995年株式会社栄光（栄光ゼミナール）に転職する。2007年に青山コミュニケーションセミナーを設立 。

## 出演、著書リスト

### 主な講演実績
- 内閣府主催宇宙を活用したアイデアプレゼンコンテスト、S-Booster（エスブースター）2018年・2019年・2021・2022年ファイナリスト専任講師（日本・アジア・オセアニア地区）
- ソニー生命保険株式会社[1]
- 三井住友銀行グループSMBCコンサルティング、コミュニケーションセミナー講師[1][6]（2009年～セミナー160本以上）
- みずほ総合研究所株式会社
- りそな総合研究所株式会社
- 株式会社北海道銀行
- その他地方自治体（市役所）、地方医師会、教育機関など

### 著書
- 『思っていることを「伝える」技術』（清文社）、2023年2月1日
- 『仕事に「グッと」役立つ「雑談術」』（清文社）、2020年10月30日
- 『稼げる人が大切にしている話し方』（明日香出版社）、2017年9月21日
- 『「気まずい沈黙なし」でどんな人とも話がはずむ! 会話のコツ [2]』（明日香出版社）、2015年1月16日
- 『「また話したい！」と思われる人の会話のルール４３ 』（中経出版）、2012年9月7日
- 『「好印象」を与えなければならない人の話し方の習慣』（明日香出版社）、2012年8月28日
- 『「気まずい沈黙なし」でどんな人とも120分話が続く会話術 』（明日香出版社）、2012年4月1日
- 『いつでもどこでも1秒で言葉が出てくる「頭が真っ白」にならない話し方のコツ』（DO BOOKS）、2010年5月29日
- 『知らない人と10分話す技術』（SMBCコンサルティング）

### TV出演
- 『あさイチ』（NHK総合テレビジョン）、2018年10月25日
- 『ヒルナンデス!』（日本テレビ）、2017年10月11日
- 『中居正広の身になる図書館』（テレビ朝日）、2017年2月28日
- 『アイドリング!!!』（フジテレビ）、2014年6月20日
- 『NEWS23』（TBS）、2013年9月24日
- 『めざましテレビ』（フジテレビ）、2013年6月3日
- 『MOTEL 〜欲しがる男女のモテ学〜』（関西テレビ）、2011年5月26日
- 『たけしのニッポンのミカタ!』（テレビ東京）、2010年9月24日
- 『スーパーモーニング』（テレビ朝日）、2010年1月22日

### その他講演・新聞・雑誌掲載
- 公益財団法人日本生産性本部『生産性新聞』連載
- 一橋大学『一橋祭』講演、2018年11月23日
- 『ホウドウキョク』（フジテレビ）、2017年6月
- 『ビジネス書完全ガイド』（晋遊舎）、2016年6月13日
- 『ＴＨＥ21』（PHP研究所）、2015年5月号
- 通勤講座『Ｌｉｖｅ！コンサルタント・士業のための失敗しない会話術』、2015年1月15日
- 『an・an(アンアン）』（マガジンハウス）、2015年11月11日発売号
- 『ビッグトゥモロウ』（青春出版社）、2013年5月号 特集全6ページ掲載
- 『月刊CIRCUS』（ベストセラーズ）、2012年3月号
- 『SPA!』（フジサンケイグループ）、2011年2月22日号

他多数